# Bùi Đình Cư
Bùi Đình Cư (sinh năm 1927 - mất năm 1988 ở xã Việt Tiến, huyện Lâm Thao, tỉnh Phú Thọ) là một quân nhân, nằm trong hàng ngũ quân đội Nhân dân Việt Nam. Ông đã tham gia chiến dịch Điện Biên Phủ năm 1954 và là một trong 16 anh hùng lực lượng vũ trang nhân dân được tuyên dương vì thành tích trong chiến dịch Điện Biên Phủ. Chức vụ cuối của ông là Trung đội trưởng Pháo Binh, Trung đoàn 675, Đại đoàn 351, Đảng viên Đảng Cộng sản Việt Nam.

## Binh nghiệp
Bùi Đình Cư nhập ngũ Quân đội Nhân dân Việt Nam đầu năm 1949. Ông tham gia chiến đấu và trưởng thành ở Binh chủng Pháo binh từ lúc nhập ngũ đến kết thúc Chiến tranh Đông Dương.
Ông giữ chức trung đội trưởng pháo binh thuộc trung đoàn 675, đại đoàn 351, và là đảng viên Đảng cộng sản Việt Nam.
Bùi Đình Cư tham gia vào hoạt động trong hàng ngũ cách mạng vào tháng 5 năm 1949. Trong suốt quá trình hoạt động tới năm 1954, ông liên tục chiến đấu và trưởng thành tại binh chủng pháo binh, và đã tham gia vào 9 trận đánh lớn tại Bắc Bộ trong đó có chiến dịch “56 ngày đêm khoét núi, ngủ hầm, mưa dầm, cơm vắt…” và chiến dịch Điện Biên Phủ của quân đội Nhân dân Việt Nam

## Khen thưởng
Bùi Đình Cư đã được tặng 1 Huân chương Chiến công hạng nhì, 1 Huân chương Chiến công hạng ba, đã được trung đoàn, đại đoàn khen thưởng 42 lần. Năm 13 tháng 08 năm 1955, Chủ tịch nước đã khen tặng ông Huân chương Quân công hạng Ba và danh hiệu Anh hùng Lực lượng vũ trang Nhân dân vì thành tích trong chiến dịch Điện Biên Phủ.